# Ligne de Bréda à Eindhoven
 (août 2023).
Si vous disposez d'ouvrages ou d'articles de référence ou si vous connaissez des sites web de qualité traitant du thème abordé ici, merci de compléter l'article en donnant les références utiles à sa vérifiabilité et en les liant à la section « Notes et références ».
La ligne de Bréda - Eindhoven relie les villes du Brabant-Septentrional de Bréda, Tilbourg et Eindhoven. C'est l'un des trois tronçons de la ligne de Bréda à Maastricht.

## Histoire
Alors que la plupart des pays d'Europe disposaient d'un vaste réseau ferroviaire vers 1860, les Pays-Bas sont loin derrière à cet égard. Quelques entreprises privées, principalement étrangères, ont construit des lignes de chemin de fer, principalement destinées aux villes étrangères. En 1860, le gouvernement décide de relier les villes néerlandaises et les différentes lignes ferroviaires internationales via un vaste réseau ferroviaire. Dans les années qui ont suivi, la première construction publique de chemins de fer aux Pays-Bas a été établie. La construction de dix soi-disant lignes d'État ouvrira une partie importante des Pays-Bas au rail. Pour désenclaver les villes du Brabant et du Limbourg et se connecter à diverses lignes ferroviaires précédemment construites vers l'Allemagne et la Belgique, la ligne E entre Bréda et Maastricht est en cours de construction. Contrairement aux autres Staatslijns, qui forment chacun un tout, la ligne E se compose de trois sous-sections.

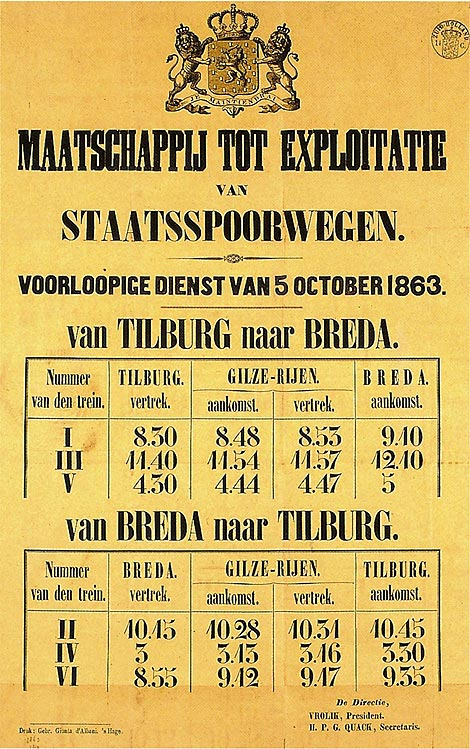
Dienstregeling 1863

Le tronçon Bréda - Eindhoven-Central a été ouvert en trois phases. Le 5 octobre 1863, le tronçon Bréda - Tilbourg a été ouvert, ce qui en fait la première ligne ferroviaire mise en service par les Chemins de fer nationaux. À Tilbourg, l'atelier (de locomotive) est également ouvert cette année-là, qui est toujours là aujourd'hui (bien qu'il ne soit plus à l'emplacement d'origine juste à côté de la gare). Le tronçon vers Boxtel est ouvert le 1er mai 1865. Le 1er juillet 1866, la dernière partie de l'itinéraire suit. À Bréda, le chemin de fer rejoint la ligne de Rosendael à Bréda de la AR, qui a ouvert ses portes en 1855. En 1866, la première partie de la ligne de Bréda à Rotterdam vers Rotterdam-Central a été mise en service depuis Bréda. À Eindhoven, la ligne se connecte au chemin de fer vers Hasselt (B), également ouvert en 1866, et au tronçon vers Venlo, qui a ouvert cette année-là. Un an plus tard, la ligne ferroviaire vers Turnhout est ouverte depuis Tilbourg. Et à partir de 1868, la ligne d'Utrecht à Boxtel depuis la gare de Bois-le-Duc et la gare d'Utrecht-Central à Boxtel reliée à la ligne Bréda - Eindhoven. La ligne ferroviaire constitue ainsi un lien important entre les villes du Brabant, le reste des Pays-Bas et diverses destinations internationales.
Entre 1873 et 1878, la Compagnie des chemins de fer allemands du Brabant-Septentrional a construit la ligne de Boxtel à Wesel. L'entreprise voulait devenir un lien important dans la connexion entre Londres, Berlin et Saint-Pétersbourg. À partir de 1881, le Train D de Flessingue à Berlin circulera sur cette ligne et le tronçon Bréda - Boxtel. En raison du confort de voyager sans transferts, de nombreux monarques et diplomates utilisent la route pour leurs voyages européens. Toujours en 1881, le Compagnie des chemins de fer du Sud-est des Pays-Bas construisit la Tilbourg - Bois-le-Duc. Ce chemin de fer avait plus d'importance régionale. Depuis les années 1920, cependant, les célèbres trains D entre Flessingue et Berlin circulent sur cette route.
Dans le cadre du soi-disant réseau intermédiaire, l'itinéraire Boxtel - Eindhoven était déjà électrifié en 1938. Le tronçon Bréda - Boxtel succède quelques années après la Seconde Guerre mondiale en 1950. Cette année-là, le tronçon Boxtel - Uden, qui avait entre-temps été relégué à un embranchement régional, est fermé au trafic passagers. Le reste de la route était déjà fermé pendant la guerre. Entre Rijen et Oosterhout, une ligne ferroviaire a été ouverte en 1969 pour le transport de marchandises vers la zone industrielle 'De Vijf Eiken' au sud d'Oosterhout. Cette ligne de chemin de fer n'est plus utilisée depuis 1993.
Entre 1998 et 2002, la voie entre Boxtel et Eindhoven était doublée de deux à quatre voies. Cela signifie que les trains à destination et en provenance de Bréda et Bois-le-Duc peuvent circuler indépendamment les uns des autres entre Boxtel et Eindhoven. Cela permet aux trains Intercity sur ces itinéraires d'arriver et de partir d'Eindhoven en même temps. La liaison dénivelée entre les deux voies est située juste au sud de Boxtel. Les gares de Boxtel et Best ont été remplacées par de nouvelles constructions, à Best les voies et la gare seront situées dans un tunnel ferroviaire.

## Gares et bâtiments
Tout comme le long des autres lignes ferroviaires de la première période de la première construction de l'État, plusieurs gares standard des chemins de fer nationaux, les soi-disant Stations de gestion de l'eau, apparaissent également le long de la ligne ferroviaire Bréda - Eindhoven. Tilburg et Eindhoven recevront un bâtiment de gare de 3e classe. Les gares d'Oisterwijk et Boxtel auront un bâtiment de gare de 4e classe. Un arrêt spécial sera Nemelaer : une station privée pour le baron du Château de Nemelaer en guise de compensation pour avoir coupé dans son domaine. Enfin, à Gilze-Rijen et Best, une station de gestion de l'eau de type 5e classe est en cours de construction. Un bâtiment de gare bas et long est en cours de construction à Breda, composé de montants et de lattes, remplis de pierre et enduits de ciment. La station respecte ainsi les dispositions strictes de la Loi de la forteresse. Des bâtiments de gare similaires apparaissent également dans d'autres villes fortifiées telles que Bergen op Zoom, Deventer et Maastricht. Après la modification de la loi en 1874, la plupart des bâtiments de la gare font place à de nouvelles constructions. Le bâtiment de la gare de Breda reste cependant utilisé pendant plus de cent ans.
Le bâtiment de la gare de Tilbourg a déjà été considérablement agrandi en 1870. Boxtel obtient un nouveau bâtiment de gare deux ans plus tard. La gare sera une gare insulaire et le bâtiment aura une partie centrale haute et deux longues ailes. Le bâtiment de la gare d'Eindhoven est radicalement rénové en 1885, avec notamment deux nouvelles ailes longues et larges. Cinq ans plus tard, le bâtiment de la gare de Tilburg est à nouveau considérablement agrandi, comprenant deux très grands bâtiments du terminal. En 1912, le bâtiment de la gare d'Eindhoven est remplacé par un tout nouveau bâtiment, exécuté en lignes droites et d'apparence sobre. Trois ans plus tard, le bâtiment de la gare de Gilze-Rijen est également remplacé.

### Voies hautes et nouvelles gares
Dans les années qui ont suivi la Seconde Guerre mondiale, les lignes de chemin de fer traversant les grandes villes sur la State Line ont été surélevées. Les dommages de guerre et la période de reconstruction qui a suivi ont fourni une bonne raison de s'attaquer aux infrastructures dans un grand nombre de villes néerlandaises. En surélevant les voies ferrées, l'effet barrière de ces infrastructures disparaîtra en grande partie.
Bien que le bâtiment de la gare de 1912 ait assez bien survécu à la guerre, en 1956, Eindhoven a été la première des villes du Brabant à avoir une ligne de chemin de fer surélevée, y compris un nouveau bâtiment de gare. Le bâtiment se caractérise par la grande façade vitrée, le grand hall et le clocher élancé. En 1961, le chemin de fer passant par Tilbourg est surélevé. Et en 1965, le nouveau bâtiment de la gare frappante est ouvert. L'élément le plus frappant est le toit de 150 mètres sur 50. Cette station aura également une tour avec une horloge. Bréda a été la dernière des trois villes brabançonnes à recevoir des voies surélevées au début des années 1970. En 1975 la gare en bois de 1862 est remplacée. Tout comme Tilbourg, la gare aura un grand toit, mais il sera beaucoup plus modeste. Le bâtiment de la gare lui-même se composait de quelques boîtes de commodités.
Pendant ce temps, en 1971, la gare Strijp-S a été ouverte à Eindhoven. L'arrêt aura un bâtiment de gare de type Sextant. Six ans plus tard, Best obtient un nouveau bâtiment de gare du soi-disant Type standard Douma. Des bâtiments d'origine de la gare, seul celui d'Oisterwijk a survécu.
En 1991, Eindhoven obtient également un bâtiment de gare du côté nord de la gare. Les principales raisons d'un deuxième bâtiment de gare sont les agrandissements du côté nord de la ville et la gare routière de ce côté de la gare. En 1998 le bâtiment de la gare de Boxtel est démoli. Le bâtiment fera place aux agrandissements liés au doublement de la voie entre la ville et Eindhoven. En 2000, un petit bâtiment de gare apparaît sur le parvis et un pont aérien en verre est installé au-dessus des voies. Cette année-là, le bâtiment de la gare Best est également démoli. La nouvelle gare se présente sous la forme d'une verrière au-dessus des voies en contrebas.

## Calendrier
Depuis l'ouverture de la ligne ferroviaire, l'axe Bréda - Tilbourg est un maillon important du transport ferroviaire national et international. Jusqu'à la Seconde Guerre mondiale, les importants trains de bateaux directs reliaient Flessingue à Berlin sur la route. Les trains circuleront initialement via Boxtel, plus tard via Bois-le-Duc. Un certain nombre de trains D circulent également via Eindhoven et Venlo.
Après la Seconde Guerre mondiale, les principales liaisons par ferry avec l'Angleterre sont déplacées vers Hoek van Holland. Désormais, les bateaux-trains vers l'Allemagne du Nord passeront par Utrecht, les bateaux-trains vers Cologne continueront d'emprunter la ligne. En plus des trains D, des trains express internationaux circulent également entre Rotterdam et Cologne sur l'itinéraire. Pour le transport intérieur de voyageurs, la ligne Bréda - Eindhoven est utilisée pour une partie importante des trains entre la Randstad et le Limbourg. Entre Bréda et Tilbourg, les trains entre Flessingue et Rosendael d'une part et Bois-le-Duc, Nimègue et plus loin d'autre part utilisent également la ligne.
Depuis 1961, un train lent circule généralement une fois par heure depuis la Amsterdam via Rotterdam jusqu'à Eindhoven. Il y a aussi un train express de Bréda à Bois-le-Duc une fois par heure et un train local de Rosendael à Zwolle ou Amsterdam. En outre, il existe un certain nombre de trains express de Rotterdam à Cologne, Düsseldorf et Dortmund. Ces trains s'arrêtent à Bréda, Tilbourg et Eindhoven. Il y a aussi encore deux trains de bateaux quotidiens, le Loreley Express et l'Austria Express.

### Bataille de piste '70
Avec l'introduction du nouvel horaire cohérent à la Bataille de piste '70, la ligne sera inclus dans le réseau interurbain néerlandais. Un interurbain circulera entre Rotterdam et Venlo une fois par heure. Ce train continue à Cologne une fois toutes les deux heures. Les trains lents existants entre Amsterdam et Venlo, via Rotterdam, continueront également à circuler sur l'itinéraire. Les trains D à destination et en provenance de Hoek van Holland continueront également à circuler entre les trains réguliers. Il y a aussi un train direct entre Flessingue et Cologne le samedi en été. Un interurbain Flessingue/Rosendael - Zwolle circule également toutes les demi-heures entre Bréda et Tilbourg. Ces trains s'arrêtent toutes les demi-heures à Tilbourg-Ouest et une fois par heure à Gilze-Rijen.
Au cours des années 1970, des trains interurbains et des trains lents ont commencé à circuler à partir de La Haye-Central. Les trains D de Hoek van Holland sont nommés dans Rhein Expres et Britannia Expres à cette époque. Les trains entre Rosendael et Zwolle s'arrêteront désormais tous à Gilze-Rijen.
Au cours des années 1980, le train lent La Haye - Venlo a été de plus en plus modernisé en interurbain. Au milieu des années 1980, l'ancien train lent a été inclus dans l'horaire ferroviaire en tant que train interurbain. Bien que les anciens trains lents avant Bréda et après Eindhoven s'arrêtent dans diverses gares supplémentaires, ils circulent exactement dans un service d'une demi-heure entre Bréda et Eindhoven. Un nouveau train lent circulera entre Tilbourg-Ouest et Eindhoven une fois par heure. En 1988, le train du samedi vers et depuis Flessingue disparaît et le Rhein Expres est rebaptisé Colonia Expres.
A l'été 1992, les arrêts des trains interurbains sont déclassés en trains express dans l'horaire. Cette année-là, les deux trains de bateaux à destination et en provenance de Hoek van Holland disparaissent également. Trois ans plus tard, les trains interurbains de La Haye se détournent après Eindhoven vers Heerlen et les trains traversants ne circulent plus via l'itinéraire Bréda - Eindhoven à Cologne. Aux heures de pointe, le service de train lent de Tilburg West sera prolongé jusqu'à Helmond. Un an plus tard, le service de train lent Tilbourg-Ouest - Eindhoven est relié au service de train lent Eindhoven - Deurne.

### Nouveaux trains lents et trains de nuit
En décembre 2003, la gare de Tilbourg-Reeshof sera ouverte. Le service de train local Bréda - Eindhoven sera mis en place pour desservir la gare. Les trains express entre Rosendael et Zwolle continueront de s'arrêter à Gilze-Rijen et Tilboug-Ouest. Le service de train lent Tilbourg-Ouest - Deurne disparaîtra. Les trains lents de Bois-le-Duc continueront désormais vers Deurne. Deux ans plus tard, le service de trains lents Bréda - Eindhoven est relié aux trains lents Eindhoven - Weert.
Avec l'entrée en vigueur des horaires 2007 profondément modifiés en décembre 2006, le service ferroviaire sur la State Line sera à nouveau modifié. Désormais, un interurbain circulera entre La Haye-Central et Venlo toutes les demi-heures. Le service de train lent entre Tilbourg-Ouest et Deurne sera également de retour. Un service de train local sera mis en place entre Bréda, Bois-le-Duc et Utrecht. Désormais, les trains entre Rosendael et Nimègue ne s'arrêteront plus aux gares intermédiaires entre Bréda et Tilbourg. En conséquence, un interurbain circule entre les deux endroits quatre fois par heure. Un an plus tard, des trains Nachtnet circuleront entre Rotterdam et Eindhoven les jeudis, vendredis et samedis soirs.
- IC 800 Maastricht - Eindhoven-Central - Amsterdam-Central - Alkmaar - (Le Helder) : Ne circule pas le soir, mais le dimanche soir. N'effectue que deux trajets vers/depuis Le Helder dans le sens des heures de pointe pendant les heures de pointe. Le week-end, il circule uniquement entre Maastricht et la gare centrale d'Amsterdam et vice versa. Le soir, entre Maastricht et la gare centrale d'Amsterdam, il sera remplacé par la série 2900.
- IC 1100 La Haye - Rotterdam-Central - Bréda - Eindhoven-Central : Ne s'arrête pas à Schiedam-Centre et Rotterdam-Blaak; via HSL.
- IC 2900 Enkhuizen - Amsterdam-Central - Eindhoven-Central - Maastricht : Ne circule que tôt le matin et le soir. Arrêts uniquement le soir après 19h30 (du lundi au vendredi) ou 23h00 (le week-end) à Amsterdam Bijlmer ArenA. Ne s'arrête pas à Zaandam.
- IC 3500 Schiphol-Aéroport - Eindhoven-Central - Venlo : Sera remplacée le soir et le dimanche par la série 3700. Entre les heures de pointe du lundi au jeudi et le vendredi toute la journée jusqu'à 20h00, cette série sera couplée à l'aéroport de Schiphol au 2400 de/vers Dordrecht. En fin de soirée, à partir de 22h00, il circule uniquement entre l'aéroport de Schiphol et Utrecht-Central v.v.
- IC 3600 Rosendael - Bréda - Zwolle
- IC 3700 (Dordrecht) - (Rotterdam-Central) - Bois-le-Duc - Venlo : Circule uniquement le soir et le dimanche. Remplace le 3500. En semaine en début de soirée, il y a un trajet de Venlo à Rotterdam Centraal et deux trajets de Dordrecht à Venlo, le reste des trajets en semaine ne circule qu'entre l'aéroport de Schiphol et Venlo v.v.
- IC 3900 Enkhuizen - Amsterdam-Central - (Eindhoven-Central) - (Heerlen) : Ne s'arrête pas à Zaandam. Ne conduisez pas entre Enkhuizen et Sittard le soir. Ne circule pas entre Amsterdam Central et Heerlen du vendredi au dimanche jusqu'à 18h00. Le 13900 circule ensuite entre Eindhoven Central et Heerlen.
- Sprinter 4400 Oss - Eindhoven-Central - Deurne : Effectue deux voyages de / vers Oss pendant l'heure de pointe du matin du lundi au jeudi, avec un service sans escale vers Deurne entre Oss et Bois-le-Duc. Sera remplacé par le sprinter 14400 le mercredi et le jeudi soir après 23h00 d'Eindhoven Central à Deurne.
- Sprinter 6400 Tilbourg - Eindhoven-Central - Weert : Le soir et le week-end, l'ensemble du parcours est parcouru 1x/heure.
- Sprinter 6600 Dordrecht - Bréda - Nimègue - Arnhem-Central : Circule uniquement aux heures de pointe entre Nimègue et Arnhem-Central v.v.
- IC 21400 Rotterdam-Central - Eindhoven-Central - Utrecht-Central : Réseau de nuit. Circule uniquement les nuits suivant le vendredi et le samedi.
- Train de nuit 32700 Maastricht - Eindhoven-Central - Schiphol-Aéroport : Circule uniquement dans la nuit du vendredi au samedi.